# پولنا تروکیا
پولنا تروکیا (به ایتالیایی: Pollena Trocchia) یک کومونه در ایتالیا است که در استان ناپل واقع شده‌است. پولنا تروکیا ۸٫۱ کیلومتر مربع مساحت و ۱۳٬۷۲۴ نفر جمعیت دارد و ۱۴۹ متر بالاتر از سطح دریا واقع شده‌است.